# Мария (съпруга на Иван Асен I)
Вижте пояснителната страница за други личности с името Мария.
Мария е българска царица през XII век, първа съпруга на цар Иван Асен I. 

## Произход и биография
Тя е българка от видна болярска фамилия. Името ѝ е известно от един надгробен паметник, открит при разкопки на средновековния град Червен. Върху този паметник е съхранен надписът:„На...ден поставих кръст на жена си Мария, Асен цар на Търново...“
Тъй като не е известно дали братът на Иван Асен I, цар Петър, е имал съпруга, Мария е първата известна българска царица от периода XII – XIV век.
През лятото на 1188 г., когато Асен е обсаден в Ловеч от византийските войски на император Исак Ангел, „жената на Асен“ попада в плен. Име не се споменава, но вероятно става дума за Мария. След преговори тя е разменена с царския брат Калоян.
Мария умира около 1190 – 1192 г., след което Иван Асен I встъпва в брак с „новата царица Елена“. Откритият при археологически разкопки неин надгробен паметник показва, че Мария, починала твърде млада, е погребана в средновековния Червен - неин роден град.